# Angochi
Angochi is een dorp op het eiland Aruba. De plaats grenst aan de andere plaatsen Catashi en Tamarijn.
De lokale voetbalclub is SV Sportboys.